# Vilémovice (kraj Wysoczyna)
Vilémovice – miejscowość i gmina (obec) w Czechach, w kraju Wysoczyna, w powiecie Havlíčkův Brod. W 2022 roku liczyła 261 mieszkańców.